# Готландский бой
Готландский бой — морской бой между 1-й бригадой крейсеров Балтийского флота и отрядом немецких кораблей, произошедший в ходе первой мировой войны 19 июня 1915 года в Балтийском море, около острова Готланд.

## Ход сражения
Получив информацию об уходе значительной части германских кораблей из Балтийского моря в Киль на императорский смотр (что оказалось неверным), командование Балтийского флота решило воспользоваться представившейся возможностью и провести дерзкую операцию против одной из военно-морских баз противника. Сначала целью набега рассматривался Кольберг, но по настоянию командующего вице-адмирала Канина им стал Мемель.
18 июня 1915 русские крейсера «Адмирал Макаров» (флагман), «Баян», «Богатырь», «Олег», «Рюрик», эсминец «Новик», а также 8 эсминцев под командованием контр-адмирала Бахирева вышли в море для обстрела Мемеля. В тот же день отряд германских кораблей (крейсера «Роон», «Аугсбург» (флаг коммодора Карфа) и «Любек», минный заградитель «Альбатрос» (2208 тонн), 7 миноносцев) вышел для постановки мин в Або-Аландском районе. Поставив заграждение, Корф сообщил по радио на базу о выполнении задачи. Эта радиограмма была перехвачена русской службой связи, расшифрована и передана Бахиреву, после чего тот отдал приказ идти на перехват немецких кораблей. Впервые в истории русские корабли были наведены на противника по радио.
19 июня в 7:30 русские корабли обнаружили у острова Готланд «Аугсбург», «Альбатрос» и 3 эсминца (крейсера «Роон» и «Любек» с 4 эсминцами в это время следовали в Либаву) и открыли по ним огонь. Карф, оценив обстановку, приказал «Роону» и «Любеку» вернуться к отряду, «Альбатросу» укрыться в шведских территориальных водах, а сам на «Аугсбурге» стал отходить на Юг. Русские крейсера «Богатырь» и «Олег» артиллерийским огнём нанесли тяжелые повреждения «Альбатросу» (подводная пробоина, разрушен полубак, уничтожена штурманская рубка, сбита фок-мачта, на борту возник пожар) и заставили его выброситься на шведский берег у острова Эстергорн. В экипаже «АЛьбатроса» 27 человек погибли и 55 получили ранения.
Русские крейсера направились в Финский залив на свою базу. Около 10 ч они встретили «Роон», «Любек» и 4 эсминца. Кратковременная артиллерийская дуэль не дала перевеса ни одной из сторон. Испытывая недостаток в снарядах, русские крейсера начали отходить, но противник, расценив этот манёвр как попытку русских поставить его под удар более значительных сил, вышел из боя. В 10 ч 30 мин германские корабли встретил вызванный в район боя «Рюрик». Открыв огонь, он не сумел попасть в намного слабейший его «Любек», затем перенёс огонь на «Роон» и добился одного попадания в него (сбита антенна радиосвязи), но, уклоняясь от атаки подводной лодки (которой в том районе не было), потерял его в тумане, отказался от поиска и направился в Финский залив.
Из русских кораблей в ходе боя получил 1 попадание «Адмирал Макаров» (повреждён прожектор, ранен 1 моряк), 1 попадание — «Баян» (пробита верхняя палуба, повреждён станок орудия и корабельный камбуз, в экипаже 2 легкораненых), 10 попаданий от огня «Любека» получил «Рюрик» (незначительные повреждения труб и ряда надстроек, в экипаже 9 раненых, один из которых позднее скончался).
По утверждениям немецких авторов «Роон» и «Любек» попаданий не получили, но имели множественные повреждения от осколков при близких разрывах русских снарядов.
Немцы послали на помощь своему отряду крейсеры «Принц Адальберт» и «Принц Генрих». «Принц Адальберт» был торпедирован британской подлодкой E9 и вышел из строя. После этого германские корабли получили приказ на возвращение в свои базы.
Несмотря на победу, в отечественной литературе действия русского военно-морского командования в этой операции весьма обильно критикуются за обилие ошибок и упущенные шансы нанести противнику гораздо более сильные урон.